# Fogo (película)
Fogo es una película dramática canadiense-mexicana de 2012 dirigida por Yulene Olaizola. La película se proyectó en la sección Quincena de Realizadores del Festival de Cine de Cannes de 2012.

## Sinopsis
Un fenómeno desconocido amenaza la vida de la comunidad rural de Fogo, ubicada en una pequeña isla en la región de Newfoundland, Canadá. Ya ha sido abandonado casi por completo. A pesar de que las posibilidades de sobrevivir ahí son escasas, algunos residentes se aferran al lugar.

## Reparto
- Norman Foley
- Ron Broders
- José Dwyer